# Monasterio de Santa María de Retuerta
El monasterio de Santa María de Retuerta se encuentra situado en la orilla izquierda del río Duero, cerca de la localidad de Sardón de Duero, en la provincia de Valladolid, comunidad autónoma de Castilla y León, España. Es un monasterio perteneciente a la orden premostratense edificado en estilo tardorrománico, que fue fundado por Mayor Pérez, hija del conde Ansúrez. Fue declarado Monumento Histórico-Artístico de interés nacional el 3 de junio de 1931, luego es un Bien de Interés Cultural (BIC). En la actualidad ha sido transformado en un hotel, llamado Le Domaine, y pertenece al grupo empresarial privado Novartis. En 2016 fue premiado como el mejor hotel en la feria de turismo Fitur.

## Historia

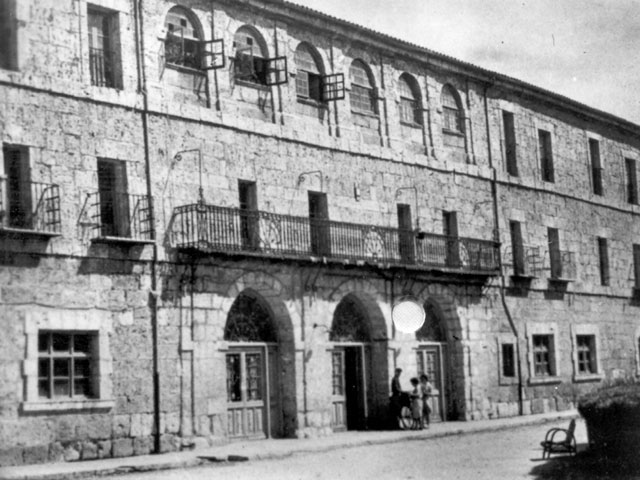
Imagen antigua del monasterio

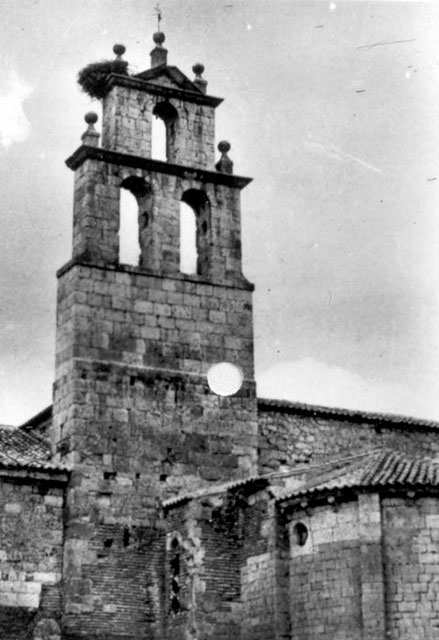
Foto antigua de la torre

La abadía o monasterio de Retuerta fue la primera fundación premostratense en España, siendo la segunda Santa María de La Vid en Burgos, aguas arriba del río Duero. El monasterio de Retuerta se instituyó como casa madre de la Orden en Castilla. 
Su fundación se debe a Mayor Pérez, hija del conde Ansúrez, señor de Valladolid, y de su segunda esposa Eylo Alfonso. Ya se había iniciado la vida monástica en 1145 cuando el conde Armengol VI de Urgel, sobrino de Mayor y nieto del conde Ansúrez, realizó dos donaciones al monasterio de Sancta Maria de Rivula Torta (ribera sinuosa), también llamado de Fuentes Claras, y a Sancho que fue abad desde por lo menos 1145 hasta 1163. En 1146, Mayor Pérez donó el lugar llamado Fuentes Claras o Retuerta al monasterio, ad monasterium construendum vobis Abbati domno Sancio et fratribus una vobiscum sub regula beati Agustini, es decir, que al principio eran monjes de la orden de los agustinos y en el momento de la donación, el monasterio aún se encontraba en obras.
En 1148, Eylo Álvarez, hija de Mayor Pérez y de su primer esposo Álvar Fáñez, hizo otra donación al monasterio y en ese mismo año, su madre, doña Mayor, confirmó la primera donación efectuada en 1146 y en ese documento ya estipula que sería regido por la orden premonstratense. Este documento, confirmado por el rey Alfonso VII de León, «es el verdadero documento fundacional de Retuerta como monasterio premonstratense». El abad Bernardo procedente del monasterio de la población francesa de Prémontré, que fue el encargado y responsable de la ejecución y puesta en marcha de la nueva fundación, mantuvo y confirmó a Sancho como abad del monasterio. A lo largo de la Edad Media el monasterio fue recibiendo donaciones tanto por parte de los reyes como por parte de particulares.
Durante la Edad Media estaba integrado en la Merindad del Infantazgo de Valladolid (en castellano antiguo citada como: Meryndat del Infantadgo de Ualladolid) una división administrativa de la Corona de Castilla, cuya descripción figura en el libro Becerro de las Behetrías de Castilla, redactado por las Cortes de Valladolid de 1351, cuando el estamento de los hidalgos solicitó al rey Pedro I la desaparición de las behetrías mediante su conversión en tierras solariegas. 

### Relaciones con otros monasterios
Retuerta mantuvo en general buenas relaciones con los monasterios cercanos pertenecientes a otras órdenes religiosas. Pero las relaciones con su hermano premostratense, el monasterio de la Vid no fueron siempre muy cordiales, disputándose ambos la primacía, hasta que en 1185 se le reconoció la primacía a Retuerta cuando se demostró que este monasterio había contado desde su fundación con la bendición del obispo de Palencia, requisito imprescindible dentro de la orden. En ese mismo documento se estableció la lista de monasterios que pasarían a ser dependientes de Retuerta:
- Santa María la Real de Aguilar de Campoo
- San Leonardo de Alba de Tormes (Salamanca)
- Santa María de Allende el Duero, de Almazán, Soria
- San Miguel de Gros (Zamora)
- San Pelayo de Arenillas (Palencia)
- Nuestra Señora de la Caridad de Ciudad Real (Salamanca)
- Santa Cruz de Ribas (Palencia)

### Edad Moderna
Constituyó un periodo inestable debido al conflicto de los abades comendatarios y a la crisis religiosa y relajación de la regla. La reforma de estos monjes fue encomendada a la Orden de San Jerónimo cuyos monjes ocuparon el edificio tomando cartas en el asunto y encarcelando a algún canónigo premostratense. La relajación de las costumbres con incumplimiento de la regla monacal fue un fenómeno que se dio en todas las órdenes religiosas en este periodo, por eso se dieron tantas reformas. Surgió entonces la Congregación Hispánica como un intento de reforma y transformación en los conventos. A raíz de este hecho se estableció en Retuerta un Noviciado Común para toda España.

### Desamortización
Retuerta sufrió como el resto de los monasterios españoles las consecuencias de las consecutivas desamortizaciones del siglo XIX. Con la desamortización de Mendizábal desapareció la comunidad premostratense. Las obras artísticas fueron puestas a la venta o bien trasladadas a parroquias cercanas. El edificio llegó en bastante buen estado hasta el siglo XX, debido en parte a que fue habitado y cuidado por familias de colonos que atendían las fincas.

### Grupo Novartis
En 1988 el Grupo Novartis en su sección Abadía Retuerta adquirió el edificio y las fincas y viñedos del entorno. Estos empresarios llevaron a cabo una exhaustiva restauración del conjunto monacal adaptando parte de sus dependencias a su uso y conveniencia. En el año 2008 se emprendieron nuevas obras de restauración en lo que fue sala capitular. Actualmente ha sido transformado en un hotel, llamado Le Domaine.
"

## El conjunto monacal

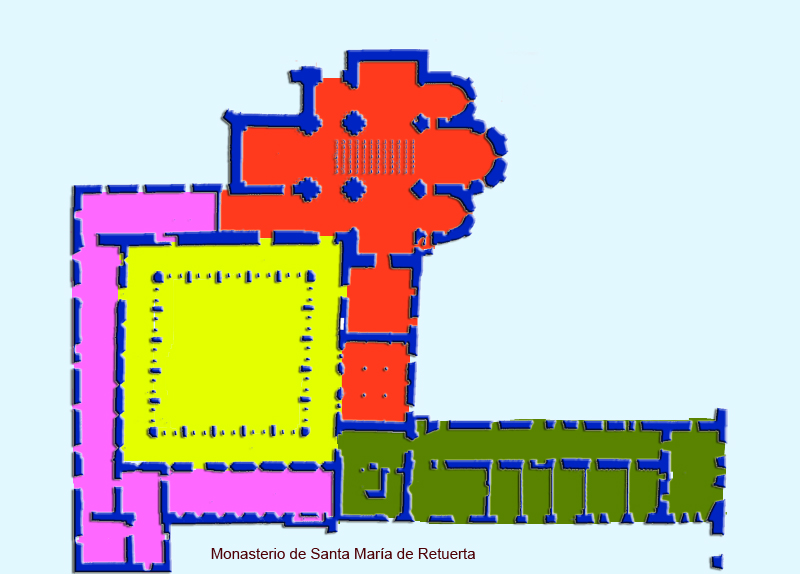
Planta

En general los elementos arquitectónicos tardorrománicos de los edificios premostratenses son muy parecidos a los cistercienses, añadiendo aquellos que están más en consonancia con sus necesidades. Los premostratenses eran canónigos regulares y su misión consistía en adoctrinar al pueblo, como lo harían un siglo más tarde los franciscanos. Por eso la diferencia en decoración con el arte cisterciense es notable ya que los premostratenses sí dan paso a representaciones ilustrativas tanto en arquitectura como en escultura y pintura en las iglesias y claustros.
El conjunto monacal de Retuerta consta de la iglesia con el claustro adosado al muro sur, la hospedería, más otras dependencias que fueron de uso necesario para la comunidad. En su entorno se hallaban los campos de labor dedicados en una gran mayoría a la vid. El monasterio fue construido muy cerca del río Duero por lo que los suministros de agua estaban perfectamente controlados.
Se accede al monasterio a través de un arco construido en 1678 que conduce a un espacio amplio llamado compás donde se ven los muros de la hospedería y del claustro. Desde este lugar puede verse también la espadaña construida en 1655. En el lado opuesto se encuentra la iglesia cuya mole aparece imperfecta, con un cuerpo corto y un amplio crucero muy señalado en planta.

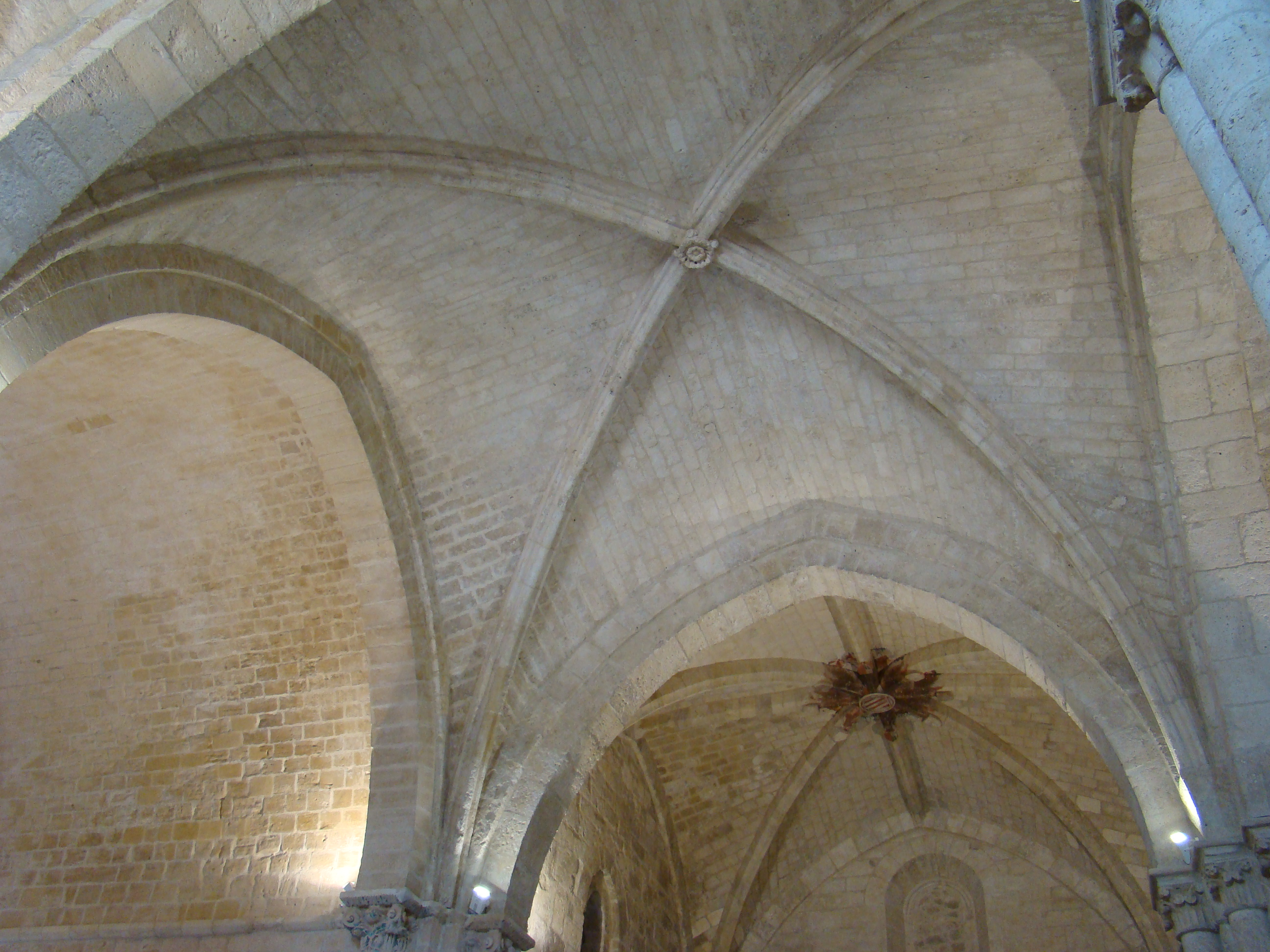
Bóvedas de la iglesia

### La iglesia
Las iglesias de los monasterios premostratenses se acondicionaban para la labor activa de apostolado propia de esta orden y en muchas ocasiones hacían las veces de parroquias. El proyecto original de la iglesia de Retuerta era de planta de cruz latina con tres naves, crucero y cabecera tripartita (tres ábsides). Pero la construcción debió interrumpirse en algún momento tras la edificación de los ábsides, el crucero y el único tramo de cada nave; el templo quedó en espera de nuevas obras que no llegaron hasta el siglo XV en que se amplió la nave central con un tramo más que sirvió para coro. De esta manera quedó la planta que ha llegado hasta el presente sin desarrollo de las naves laterales y con la nave central más corta de lo habitual.
La iglesia tiene su entrada por el lado norte, en el segundo tramo de la nave lateral.

#### Exterior
El edificio muestra los tres ábsides de la misma altura pero más ancho el central; se resalta la planta del crucero. El ábside central tiene dos contrafuertes que llegan hasta el alero y que lo dividen en tres partes. En el centro de cada parte se halla una ventana románica abocinada con derrame hacia el interior cuyo arco se apoya en columnas con capitel corintio muy bien trabajado. De los cimacios de las columnas sale una imposta que se interrumpe al llegar al contrafuerte. Los ábsides menores tienen un contrafuerte cada uno y en la parte inferior sendas ventanas abocinadas, sin adorno de impostas. El ábside norte tiene arriba otra ventanita trilobulada. El ábside sur tiene un vano muy cerca del alero que da luz a una pequeña estancia que se encuentra bajo el tejado. Sobre este ábside se levanta la espadaña del siglo XVII que consta de dos cuerpos; en el de abajo hay abiertos dos vanos y en el de arriba uno central que se remata con un frontón. Ambos cuerpos están decorados con bolas propias del barroco.

#### Interior
En el interior los ábsides se presentan con una altura diferente. Esto se debe a que en lo alto de los dos ábsides menores hay unos huecos o estancias de difícil interpretación sobre todo la del ábside norte. A la cámara del ábside sur se accede mediante una escalera de caracol. Esta cámara o estancia está compuesta por tres tramos, uno de ellos como si fuera un ábside, en piedra y con bóveda de cuarto de esfera hecha de ladrillo. Los documentos del monasterio hablan de esta estancia y acreditan que fue usada como reclusión para algún canónigo en la época en que se hicieron cargo de la reforma los monjes jerónimos. El origen de esta construcción se cree que pueda deberse a cámara de tesoros o simplemente de archivos y legajos.

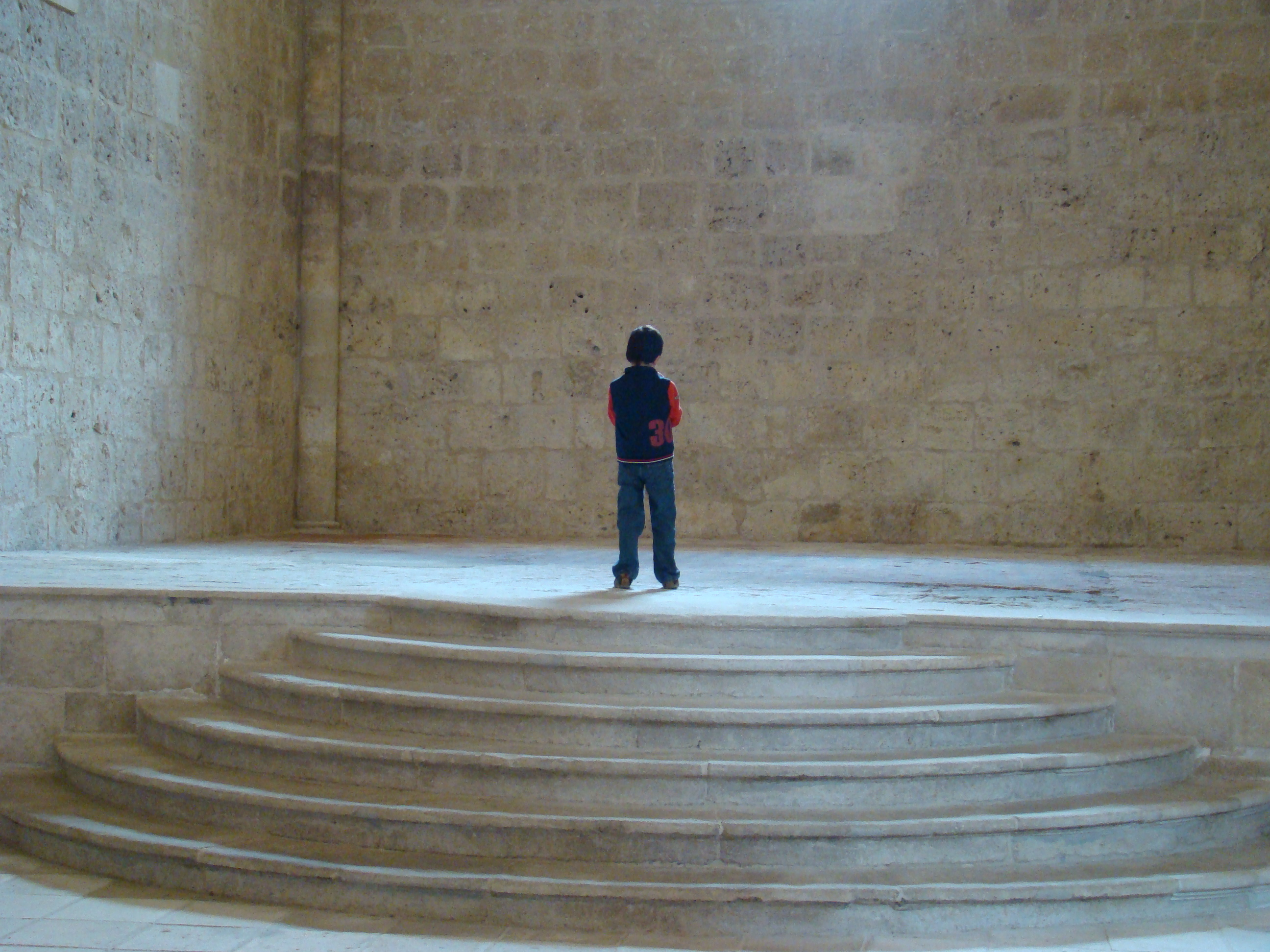
Escaleras en la zona que fue del coro

El crucero resulta una nave amplia, cubierta con bóveda de crucería, obra de principios del siglo XIII. En 1778 se abrió una puerta en la parte sur que conducía a la sacristía. Su arco es de medio punto con frontón partido y una cruz central. Las dos naves laterales inconclusas presentan dos únicos tramos. La nave central fue acrecentada en un tramo más en el siglo XV. Este trecho se utilizó como coro y capilla funeraria y está elevado con respecto al resto con una escalera de piedra en forma circular. Como en la nave del crucero, estas naves se cubren con bóvedas de crucería. A finales del siglo XVII estas bóvedas estuvieron pintadas al fresco quedando un vestigio en el ábside central.

### El claustro
El claustro se encuentra junto al muro sur de la iglesia. Se empezó a construir por el lado este a finales del siglo XII, al mismo tiempo que los ábsides, en el románico tardío, y durante los siglos siguientes se fueron incorporando las distintas pandas. La última ampliación fue en el siglo XVI en que se añadió además el segundo piso. Fue entonces cuando adquirió el aspecto herreriano que presenta en la actualidad con el conjunto de arcos de medio punto acompañados a ambos lados por aberturas de tipo palladiano. Los contrafuertes se hallan entre arco y arco y llegan hasta el tejaroz. Las bóvedas de la planta baja son de crucería con los nervios de los arcos cruceros de perfil recto, hechos en ladrillo y revocados. Los arcos fajones están hechos en piedra. Dichos nervios se apoyan en pilastras en la parte del muro que da al patio y en ménsulas en el muro interior.
Panda este. Es la galería más antigua donde se coloca siempre la sala capitular. Se construyó a finales del siglo XII, al mismo tiempo que los ábsides de la iglesia. Desde esta galería se tenía acceso al segundo piso a través de una escalera monacal de retorno y también se tenía acceso a la huerta.
La sala capitular servía para celebrar reuniones y el capítulo de la orden. Las bóvedas se hundieron y fueron sustituidas en 1771 por las actuales barrocas. Tiene una puerta central y dos ventanas laterales. Se trata de un espacio rectangular de nueve tramos con columnas centrales y bóvedas de crucería. Hay un banco de piedra que recorre las paredes y que servía de asiento a los monjes allí congregados. Los capiteles de las columnas están decorados con motivos de animales y vegetales, hechos con una calidad muy diversa. Las claves de la bóveda tienen motivos figurativos y vegetales. 
En el muro norte de esta sala se encontró un sepulcro enmarcado en un lucillo. Aunque la lápida está deteriorada puede apreciarse esculpido un brazo con un báculo, razón por la que los estudiosos han determinado que puede tratarse del enterramiento del primer abad Sancho, muerto en 1171.
En esta panda este se encuentra también la sacristía pegada a la parte sur del crucero de la iglesia donde tiene su puerta de acceso. La sacristía fue modificada y ampliada en el siglo siglo XVII por los maestros Jerónimo Gómez de Inestares y Roque Alonso de Priones, según consta en la documentación del monasterio. Sustituyeron la bóveda original por una barroca adornada con yeserías en las que trabajó un artista vallisoletano llamado Pablo de Freira.
Hay también en esta galería un pequeño hueco llamado armariolum o armarium donde se guardaban los libros litúrgicos para los actos religiosos de cada día y los libros de lectura de los monjes.
Panda sur. En esta panda se construía siempre el refectorio (o comedor) y la cocina. El refectorio de Retuerta es una estancia rectangular de gran tamaño, paralela a la galería, dividida en cuatro tramos que se cubren con bóveda de crucería. Los arcos fajones son apuntados y se apoyan sobre ménsulas. Las paredes estuvieron decoradas con pinturas de las que aun puede apreciarse algún vestigio y la representación de la Última Cena en uno de sus testeros. A continuación está la cocina renovada en el siglo XVII.
Panda oeste. En este lado se situó la cilla o almacén. Esta galería fue modificada en el siglo XVII levantándose un piso que se dedicó a celdas, en un momento de gran incremento de religiosos.
Panda norte. Llamada también mandatum. En todos los monasterios esta panda está desprovista de estancias por corresponder al muro de la iglesia, pero en este caso como la nave sur de la iglesia quedó corta e inconclusa, en 1595 se aprovechó este espacio para construir una bodega cubierta con bóveda de cañón.

### Otras dependencias
Se sabe por las referencias de algunos autores que hubo dentro del conjunto monástico un palacio gótico que se decía palacio de los Ansúrez y varias ermitas cerca del río Duero que fueron mandadas edificar por la condesa Eylo Álvarez, hija de la fundadora Mayor Pérez y de su primer esposo Alvar Fáñez.
El espacio monacal de mayor comunicación con el mundo exterior fue la hospedería cuya fachada construida en el siglo XVII es la que se conserva. Está a continuación de la panda sur del claustro, hacia el este. En la esquina de esta panda con la del este se encuentra la escalera monumental de acceso a la hospedería que fue proyectada en tiempos del abad Juan Girón (1693). Es una magnífica escalera con una cúpula elíptica sobre pechinas decoradas con amorcillos. Las pechinas descansan en unas ménsulas sostenidas por unos ángeles.

### Patrimonio artístico disperso
En la abadía hubo, como en el resto de monasterios, bastantes obras de arte en imágenes, pintura y objetos de liturgia pero no se ha conservado ningún catálogo o inventario que de cuenta del tesoro artístico. Sin embargo, se ha podido seguir la pista a diversos retablos, conociendo su ubicación actual, a algunas piezas de orfebrería y a un cristo tallado en madera.

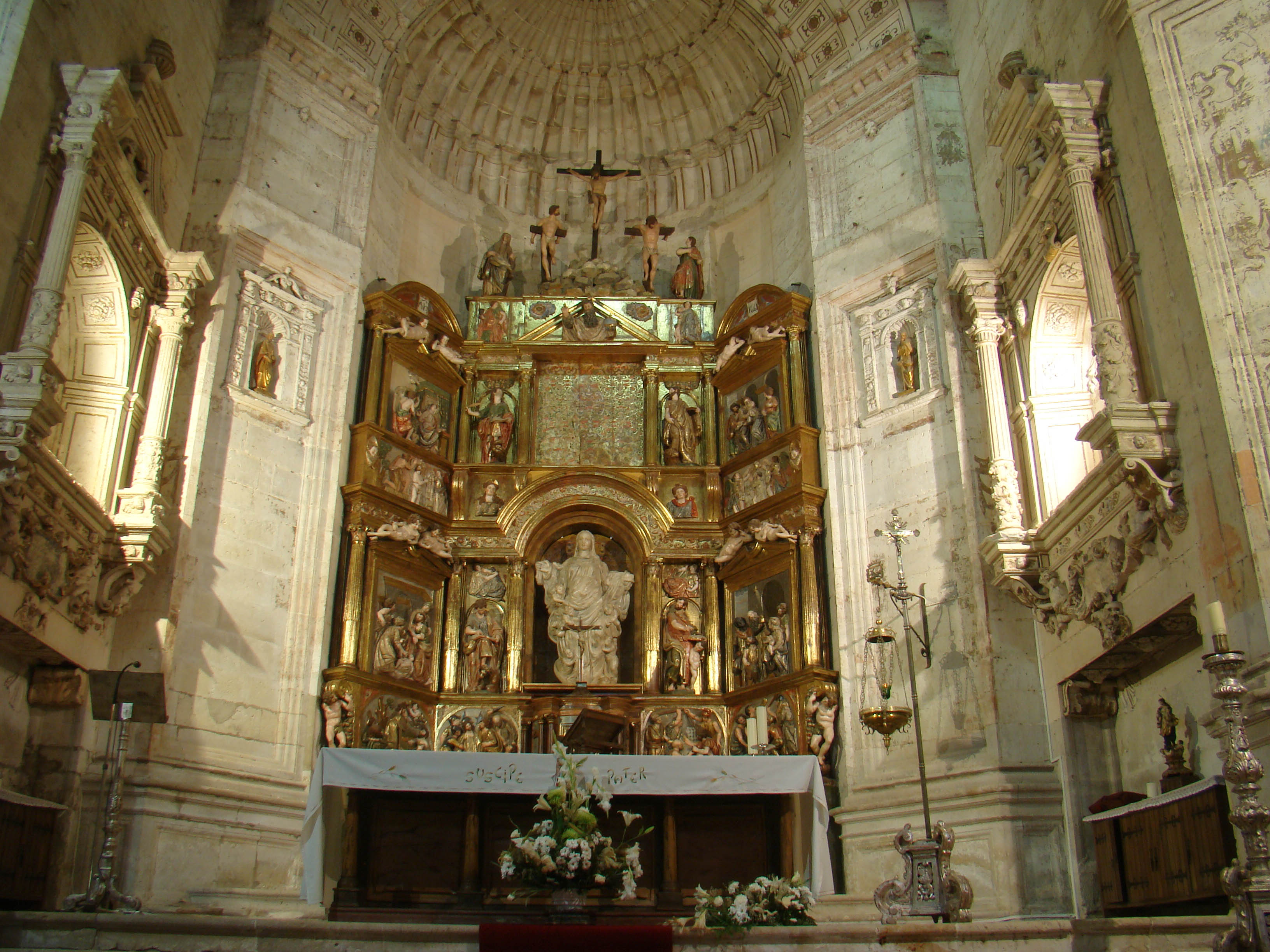
Retablo mayor, ahora en el monasterio de la Santa Espina

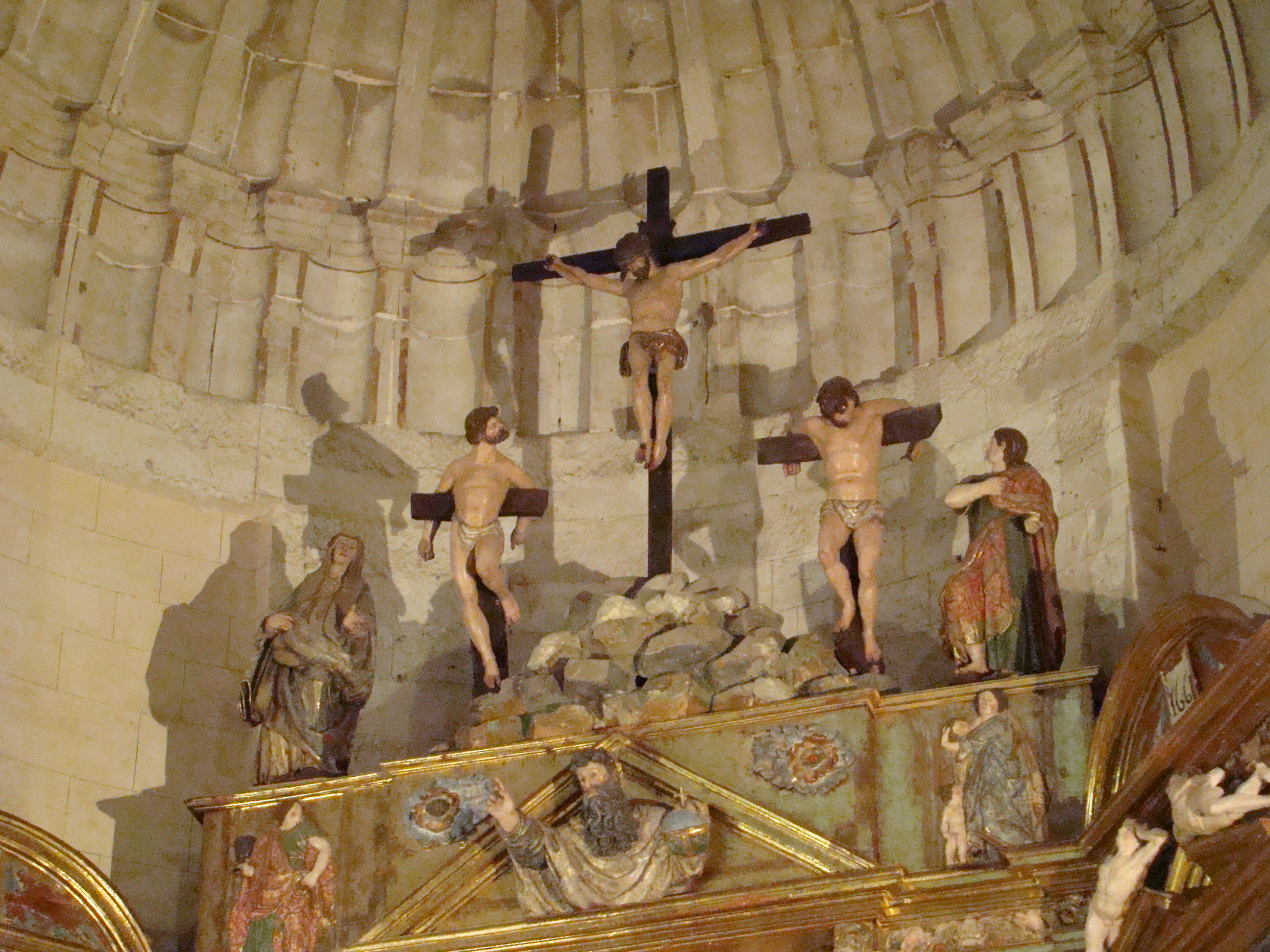
Detalle del calvario en el ático del retablo mayor

#### Retablo mayor del monasterio de Retuerta
En 1957 el retablo de Santa María de Retuerta se trasladó al monasterio de la Santa Espina donde se conserva en la actualidad como retablo mayor. Fue realizado en 1578 por el escultor Diego de Marquina que trabajaba los encargos en el taller que tenía en Miranda de Ebro. Se tiene documentación en la que el propio autor escribe sobre un pago que le hicieron a cuenta de este trabajo. Más tarde, entre 1660 y 1663 el retablo fue mandado dorar. El estilo se ajusta a lo que se conocía como romanismo. La arquitectura es clasicista y consta de escultura en relieve y de bulto redondo. Hay escenas de la vida de Cristo y de la Virgen y algunas del banco están dedicadas a la Pasión. Un calvario de grupo completo remata la obra.

#### Retablo de San Norberto y retablo de Santa Gertrudis
Se encuentran los dos custodiados en la iglesia parroquial de Sardón de Duero, localidad cercana a la abadía de Retuerta. Estuvieron colocados en las paredes laterales del presbiterio. Lo realizó Antonio Bahamonde en el siglo XVIII. En el ático de cada uno se hace referencia a cada una de las advocaciones, San Norberto y Santa Gertrudis.

#### Retablo mayor de la iglesia de Sardón de Duero
El retablo que actualmente hace las veces de retablo mayor en esta iglesia procede también de la abadía de Retuerta pero se desconoce el lugar que ocupaba. Es de principios del siglo siglo XVII, modificado en el XVIII, cuando se le añadió una serie de cuatro hornacinas en los extremos convirtiéndolo en un retablo-relicario.

#### Crucifijo de Gregorio Fernández
Está también localizado en la iglesia de Sardón. Se trata de una talla en nogal (de 1610), obra de los primeros años de Gregorio Fernández.

#### Obras de orfebrería
Guardadas igualmente en la iglesia de Sardón. Se trata de una custodia del siglo XVIII con cabujones de esmalte y una inscripción que demuestra su procedencia:

Es del convento de Nuestra Señora de Retuerta. Diola el reverentísimo P. Maestro Dn. F. Pe. Ramos.

### Patrimonio perdido
En todos los monasterios suele haber una gran cantidad de lienzos con diversos temas y sobre todo con los temas correspondientes a los fundadores de la orden. No se ha encontrado ni un solo cuadro procedente de Retuerta, pero sí documentación que habla sobre algunas pinturas o sobre sus autores.
- Documento de 1687. Felipe Gil el Joven pintó dos cuadros para el monasterio de Retuerta con los temas La cena legal y Convite del Fariseo.
- Consta que el 5 de julio de 1760 el pintor José Araujo de Valladolid retocó algunas pinturas sobre la vida de San Norberto del monasterio de Retuerta.
- Entre 1687 y 1689 un pintor llamado Valentín decoró la silla abacial del coro del monasterio de Retuerta. Es el mismo autor que hizo los frescos de la bóveda de la capilla mayor.